# Oberster Sowjet der UdSSR
Der Oberste Sowjet der UdSSR (russisch Верховный Совет СССР Werchownyj Sowjet SSSR, deutsch ‚Oberster Rat‘) war von 1938 bis zur Auflösung 1991 das höchste Legislativorgan der Sowjetunion.

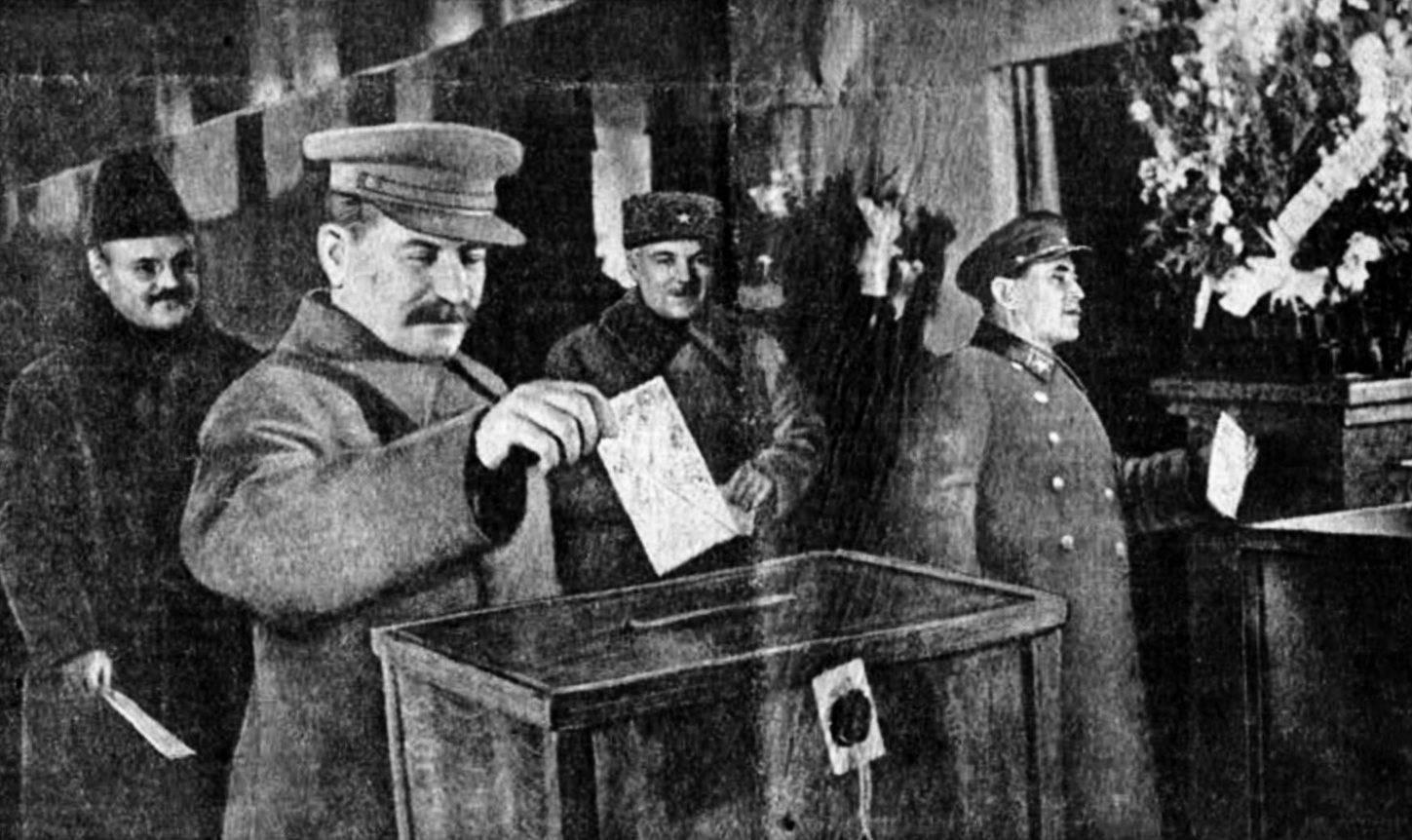
Bei den Wahlen zum Obersten Sowjet 1937 stimmten Stalin, Molotow, Woroschilow und Jeschow ab

## Geschichte
Der Oberste Sowjet der UdSSR wurde mit der Verfassung von 1936 eingerichtet und ersetzte das Zentrale Exekutivkomitee der Sowjetunion.
Der Oberste Sowjet der UdSSR tagte zweimal im Jahr. Neben der verfassungsändernden Gesetzgebung oblag ihm die Wahl des Präsidiums, des Ministerrates sowie des Generalstaatsanwalts der UdSSR. Das Präsidium des Obersten Sowjet der UdSSR bestand aus 24 Mitgliedern, ihm gehörten außerdem von Amts wegen die Vorsitzenden der einzelnen Obersten Sowjets der Unionsrepubliken an. Das Präsidium fungierte zwischen den Sitzungen des Obersten Sowjet als ständiges legislatives Organ. Der Oberste Sowjet beschränkte sich daher darauf, Beschlüsse der höchsten Parteiorgane (Politbüro, Zentralkomitee) formal zu bestätigen.
Der Vorsitzende des Präsidiums des Obersten Sowjet der UdSSR amtierte bis 1989 als Staatsoberhaupt der Sowjetunion. Durch die Verfassungsreformen unter Gorbatschow wurde 1989 anstelle des bisherigen Amtes des Vorsitzenden des Präsidiums des Obersten Sowjet der UdSSR das neue Amt des Vorsitzenden des Obersten Sowjets der UdSSR geschaffen. 1990 wurde das Amt des Vorsitzenden des Obersten Sowjets der UdSSR schließlich von demjenigen des Staatspräsidenten getrennt.
Am 26. März 1989 (zweite Runde am 9. April 1989) fand die erste als relativ demokratisch geltende Wahl zum Obersten Sowjet statt. Sie war zugleich die letzte Wahl auf gesamtstaatlicher Ebene vor der Auflösung der Sowjetunion zum Jahresende 1991.

## Aufbau
Der Oberste Sowjet der UdSSR setzte sich aus zwei gleichberechtigten Kammern zusammen, nämlich dem 
Nationalitätensowjet sowie dem Unionssowjet. Beide Kammern wurden bei gleicher Sitzungsperiode im Fünfjahresrhythmus von den Bürgern der UdSSR gewählt: 
- Die Wahl des Nationalitätensowjet erfolgte nach Unionsrepubliken (je 32 Deputierte), autonomen Republiken (je elf Deputierte), autonomen Gebieten (je fünf Deputierte) und autonomen Kreisen (je ein Deputierter). Der Nationalitätensowjet hatte also ab den 1960er Jahren 750 Mitglieder.
- Der Unionssowjet wurde nach Wahlkreisen mit je 300.000 Einwohnern gewählt. Die dadurch leicht variierende Mitgliederzahl wurde in der Verfassung von 1977 auf die Zahl der Sitze im Nationalitätensowjet festgeschrieben, im Unionssowjet saßen also 750 nach Wahlkreisen mit gleicher Einwohnerzahl gewählte Deputierte.

## Tagungsorte

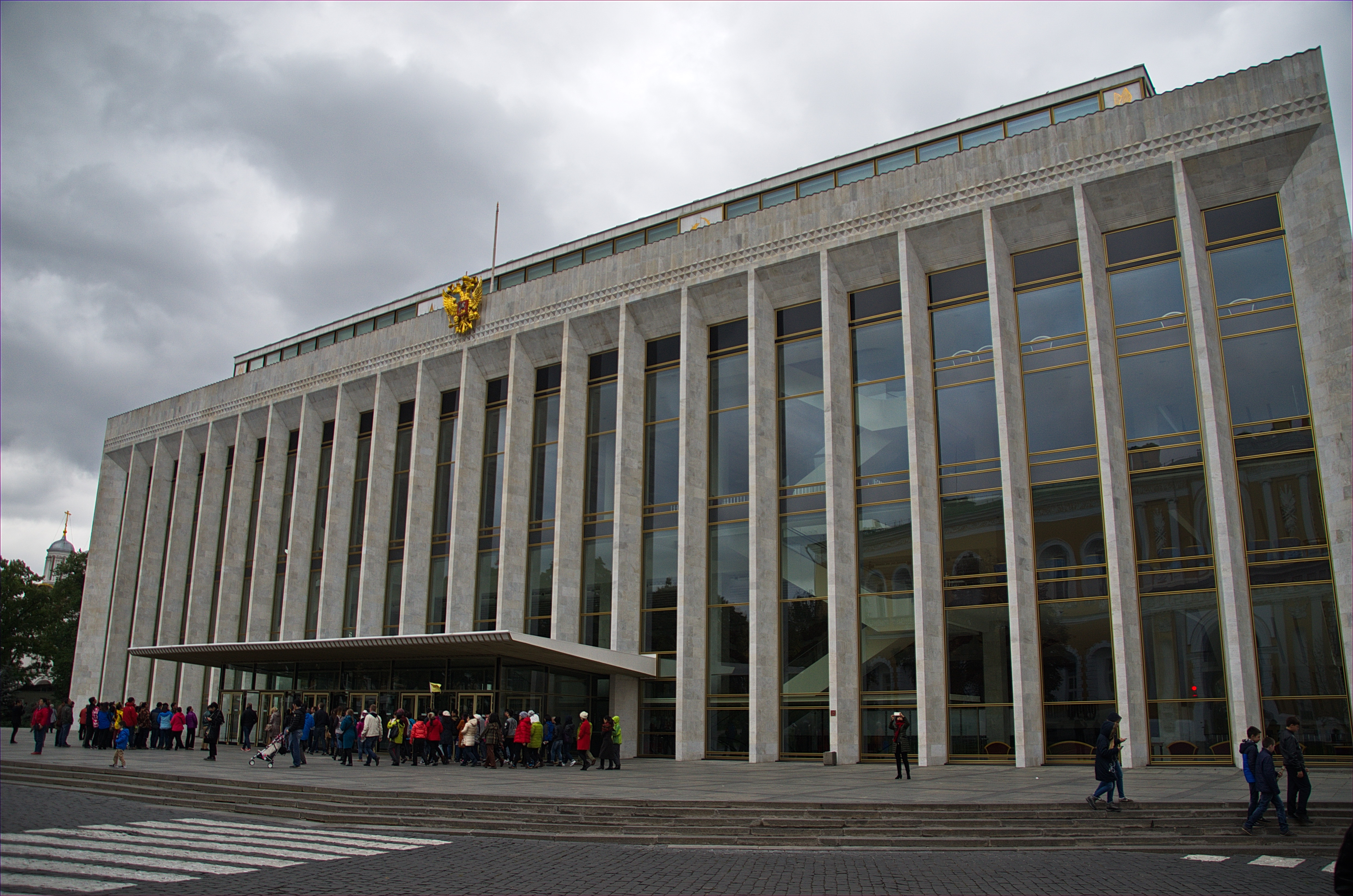
Staatlicher Kremlpalast

Als Tagungsort des Obersten Sowjet der UdSSR diente ab den 1930er Jahren der Große Kremlpalast, nach 1961 der Staatliche Kremlpalast, in dem auch die Parteitage der KPdSU durchgeführt wurden.

## Vorsitzende

### AmtVorsitzender des Präsidiums des Obersten Sowjet der UdSSR
- Michail Kalinin (1938–1946)
- Nikolai Schwernik (1946–1953)
- Kliment Woroschilow (1953–1960)
- Leonid Breschnew (1960–1964)
- Anastas Mikojan (1964–1965)
- Nikolai Podgorny (1965–1977)
- Leonid Breschnew (1977–1982), zugleich auch Parteichef der KPdSU
- Juri Andropow (1982–1984), zugleich auch Parteichef der KPdSU
- Konstantin Tschernenko (1984–1985), zugleich auch Parteichef der KPdSU
- Andrei Gromyko (1985–1988)
- Michail Gorbatschow (1988–1989), zugleich auch Parteichef der KPdSU

### AmtVorsitzender des Obersten Sowjets der UdSSR
- Michail Gorbatschow (25. Mai 1989 bis 15. März 1990), zugleich auch Parteichef der KPdSU
- Anatoli Lukjanow (15. März 1990 bis 22. August 1991)[3]